# Cetatea din Câlnic

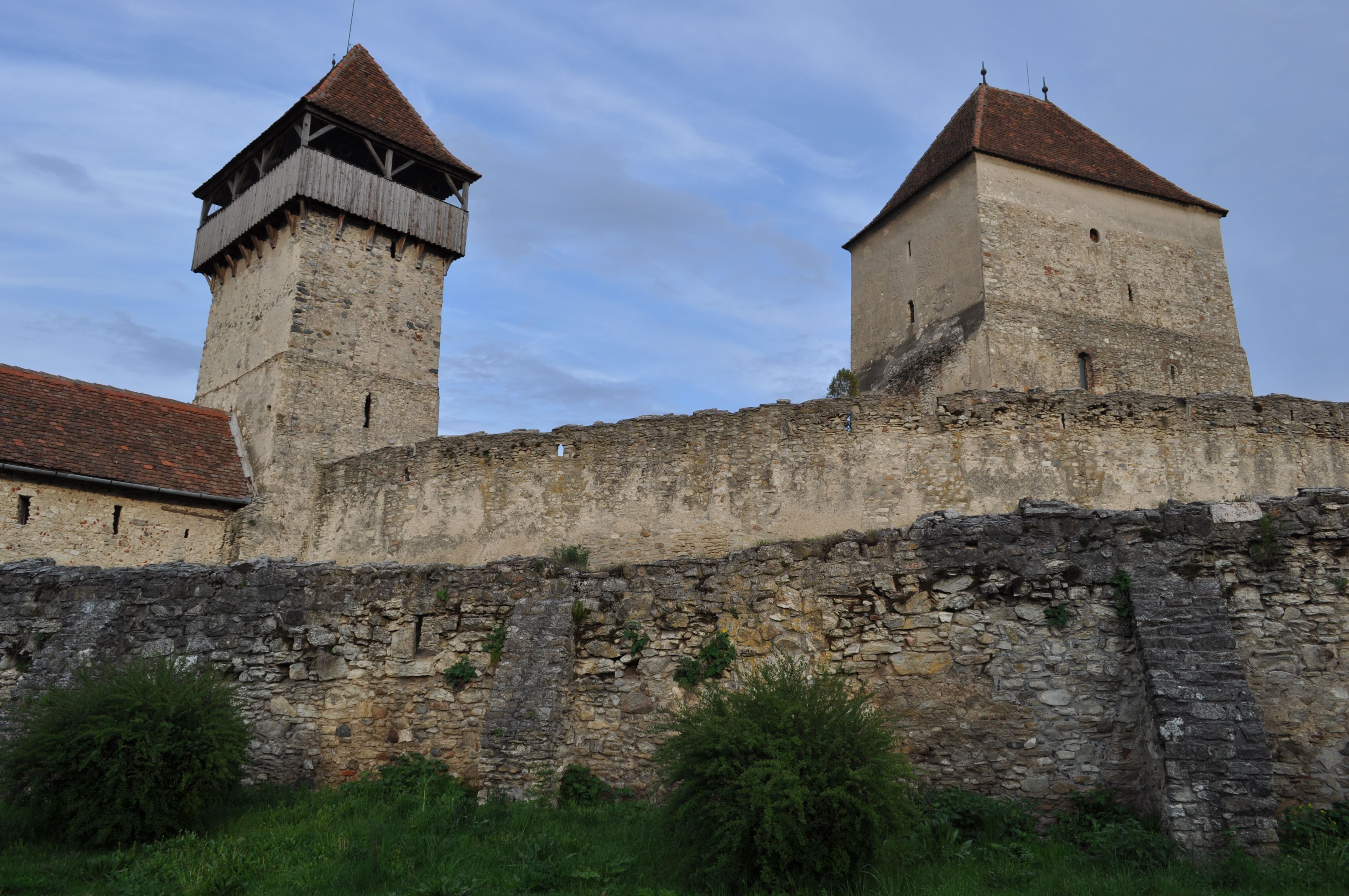
Cetatea Câlnic, construită de către comitele Chyl de Kelling, în a doua jumătate a secolului al XIII-lea

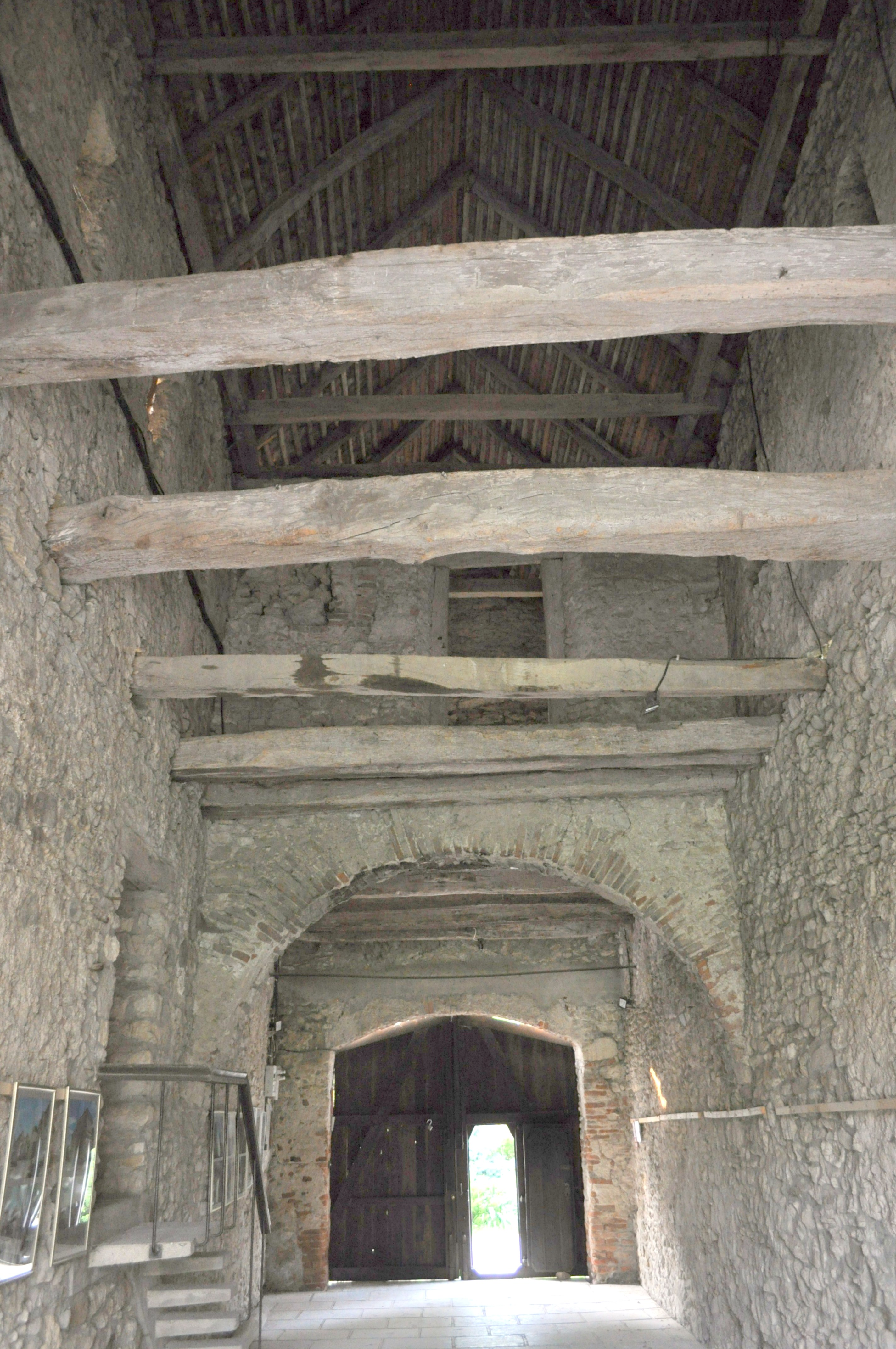
Barbacana sau coridorul porţii, o construcţie de plan rectangular alungit, care avea rostul de a proteja intrarea.

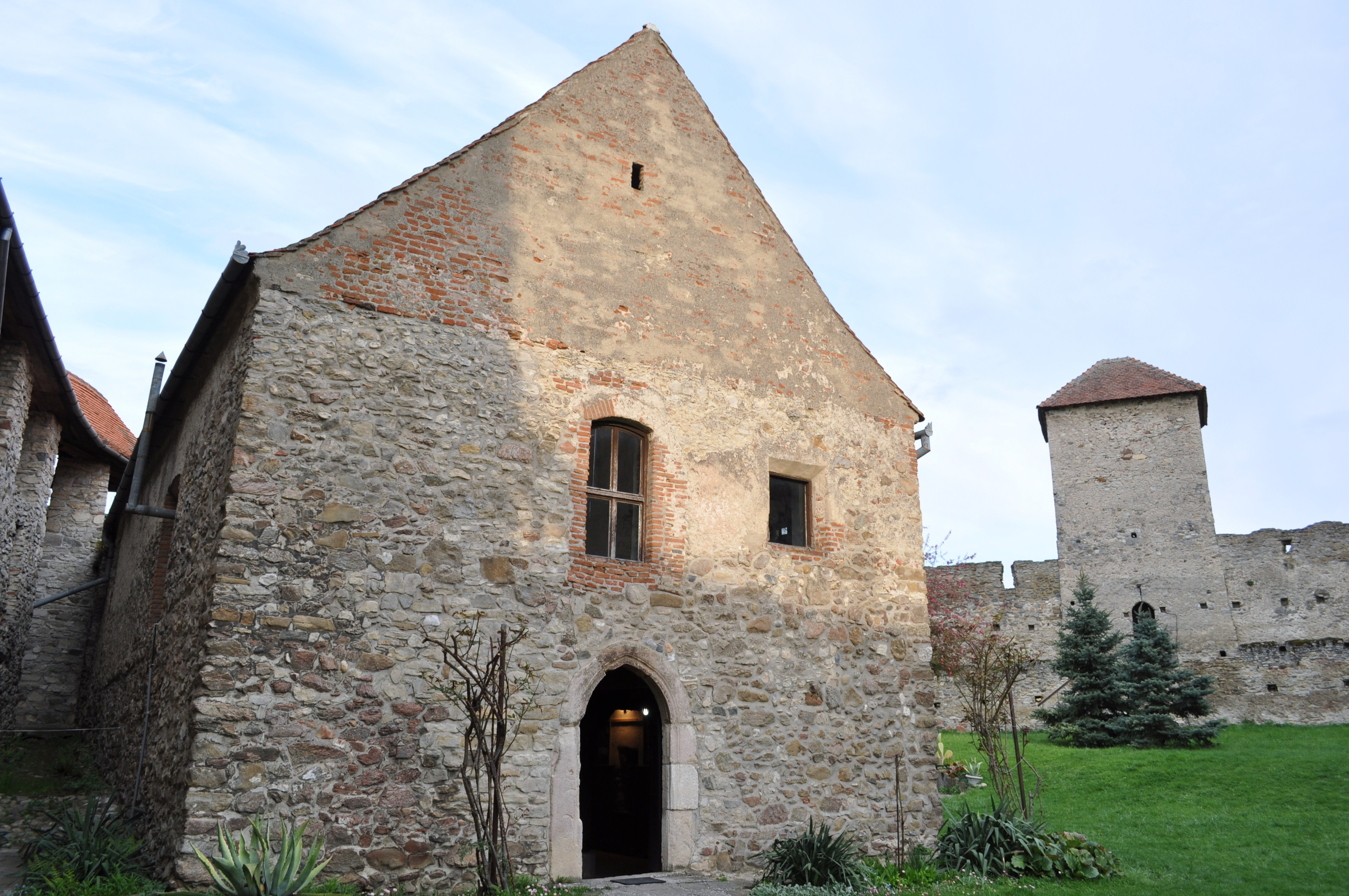
Capela și turnul de apărare

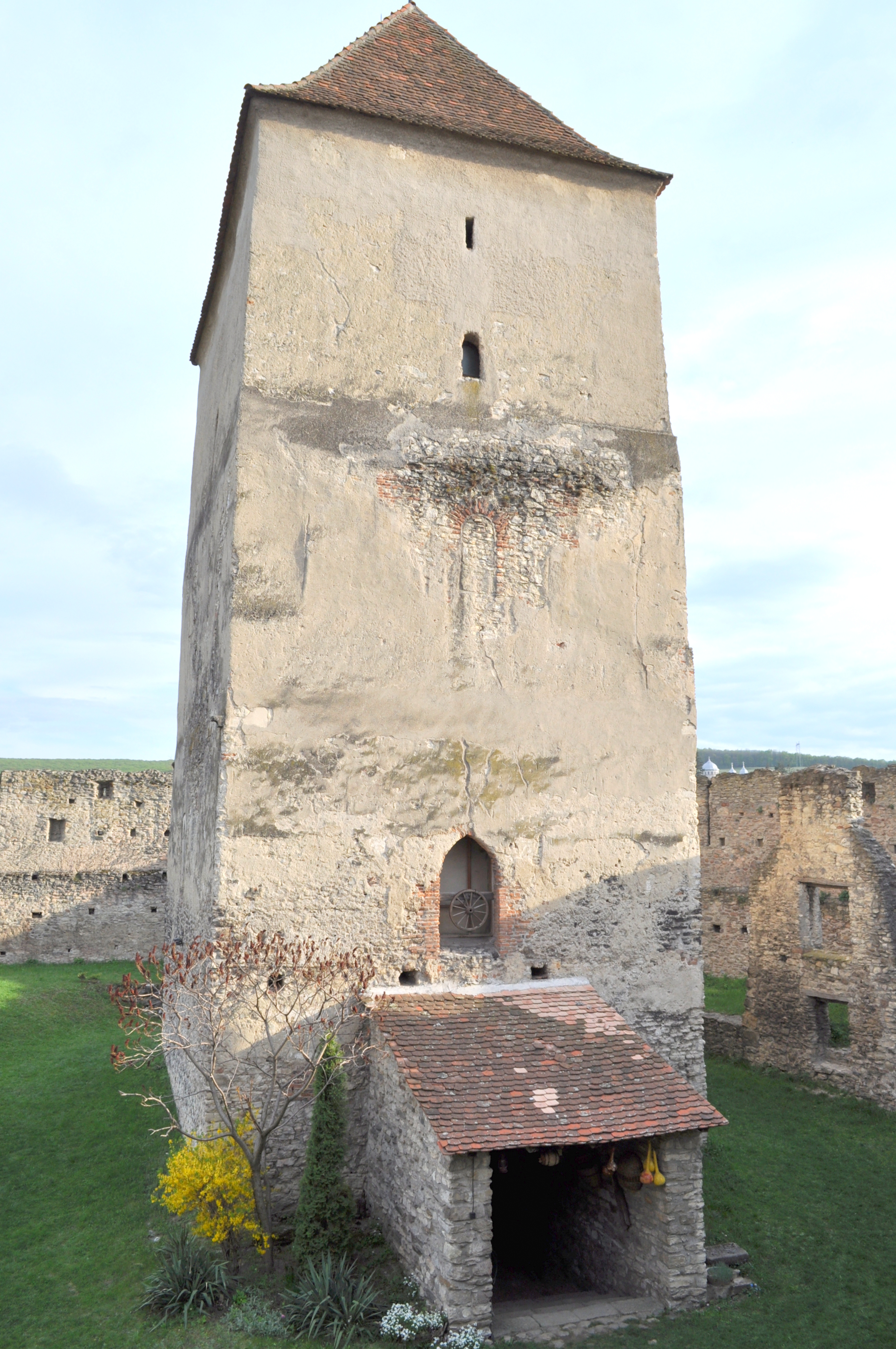
Turnul-donjon, construit în jurul anului 1272, denumit și turnul Siegfried

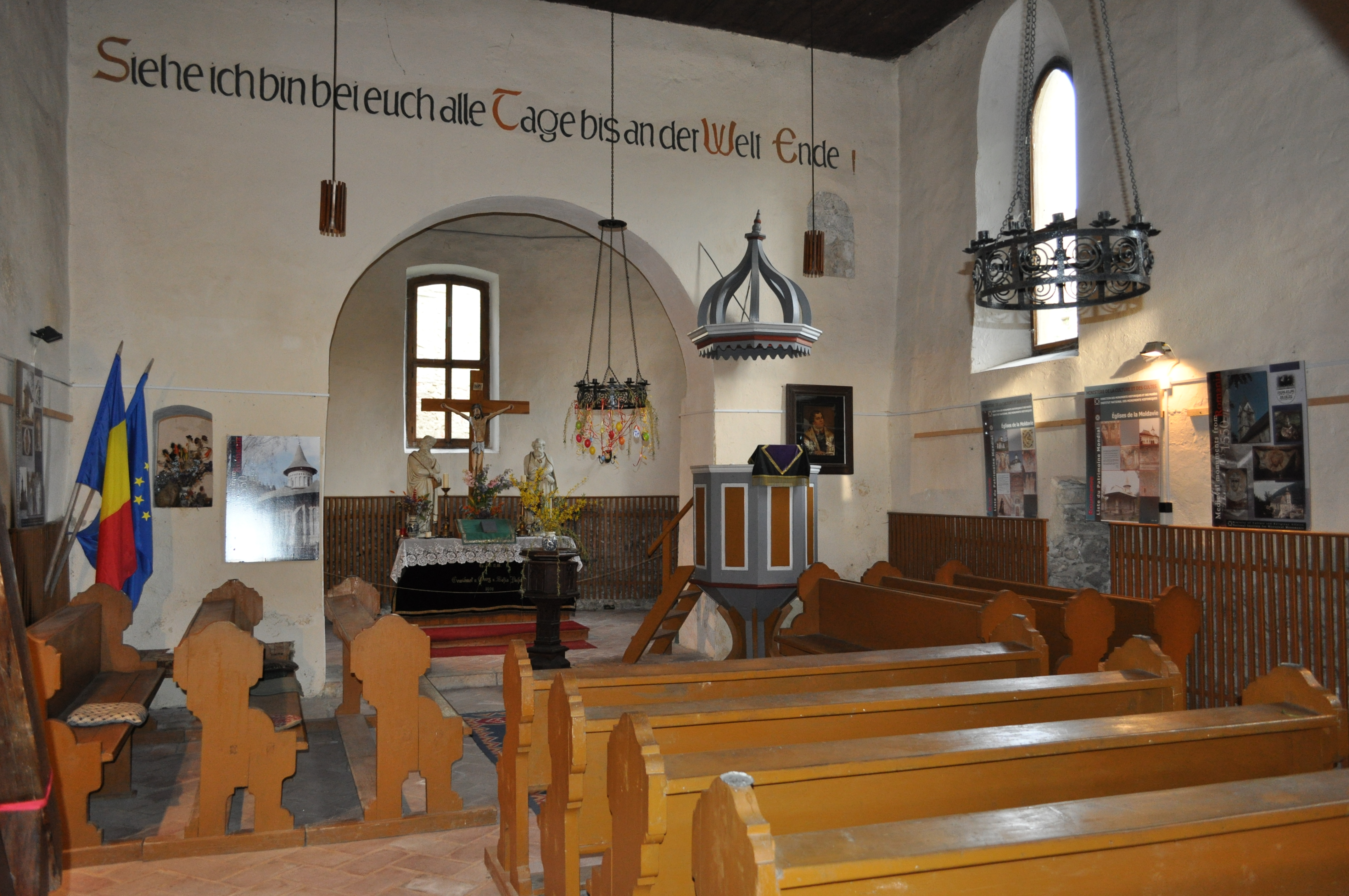
Capela, cu ancadramentrul porții și ferestre de inspirație gotică

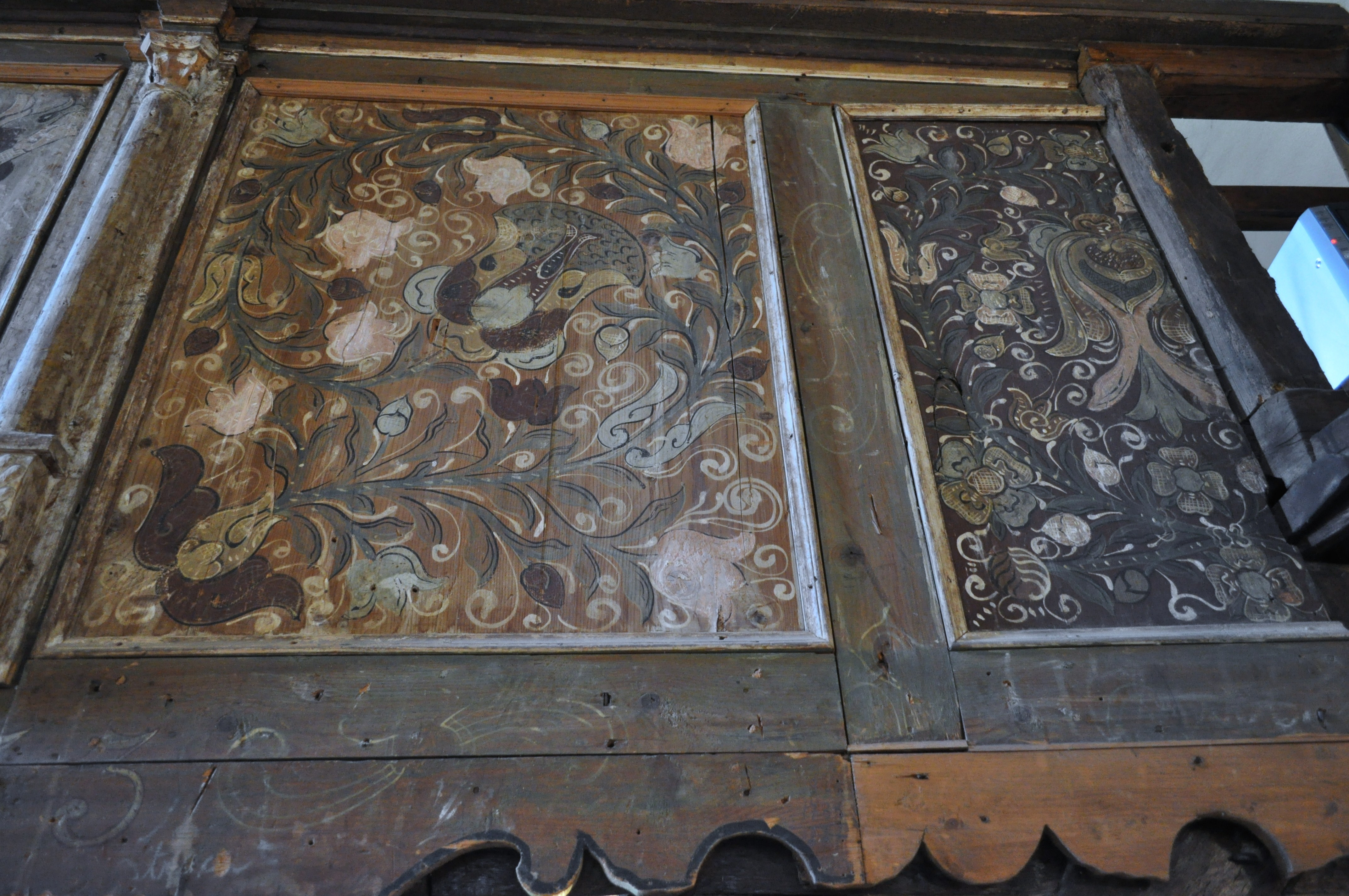
Panouri pictate cu motive florale

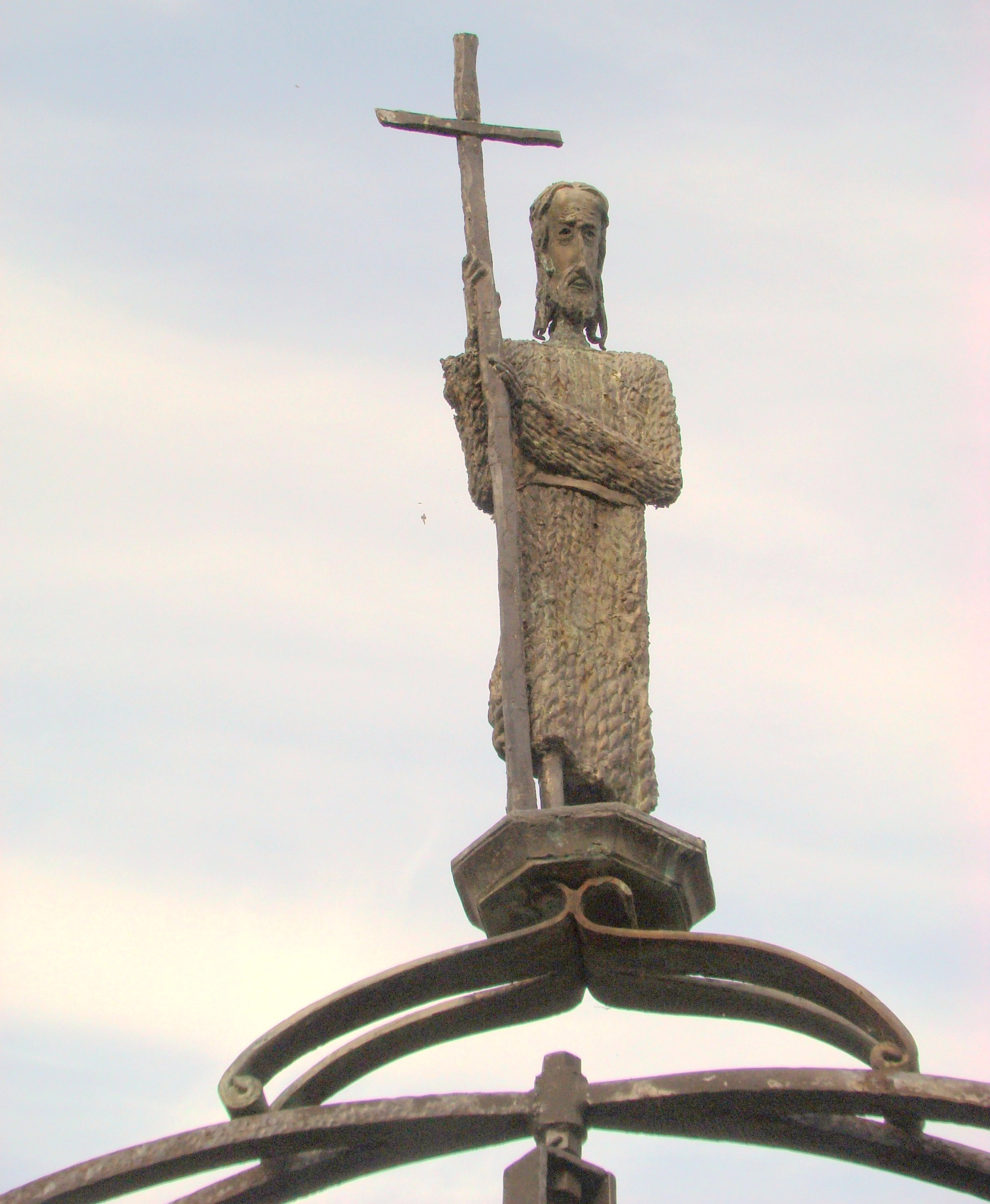

Cetatea romanică reprezintă cel mai valoros edificiu istoric și, totodată, marca distinctivă a satului Câlnic. Datorită păstrării sale în bune condiții, în mijlocul unei localități purtând până azi amprenta civilizației coloniștilor germani stabiliți in Transilvania, edificiul a fost înscris în Lista Patrimoniului Mondial UNESCO (1999).

## Istoric și trăsături
Localitatea Câlnic se află în sudul județului Alba, în partea de vest a Depresiunii Apoldului, într-o zonă colinară străbătută de valea pârâului Câlnic, afluent al râului Secaș. Spre sud, așezarea este străjuită de Dealurile piemontane ale Sebeșului, prelungiri ale Munților Cindrelului. Înspre nord se învecinează cu Podișul Secașelor. Orașele cele mai apropiate sunt Sebeșul (13 km spre NV) și Sibiul (49 km spre SE). Satele din împrejurimi: Petrești, Săsciori, Căpâlna, Rahău, Reciu, Gârbova, Cărpiniș, Miercurea Sibiului, au interesante situri și monumente istorice. Localitatea este o așezare de tip adunat, formată pe terasele inferioare ale pârâului omonim, altitudinea în centrul satului fiind de 328 m. Zona cea mai veche a vetrei locuite, Strada Principală, se desfășoară pe malul stâng, constituind axa principală a satului. La Câlnic săpăturile arheologice demonstrează o continuitate de viețuire, începând cu așezarea neolitică și cea din epoca bronzului, la vestigiile dacice si romane, ori din epoca migrațiilor până în evul mediu.
Numele localității, amintit mai întâi la 1269 (villa Kelnuk) este de sorginte slavo-română, după cum susține Nicolae Drăganu. Toponimul a fost preluat de sași (Kelling) și de unguri (Kelnek). Numele de Câlnic este frecvent întâlnit în întreg spațiul locuit de români, mai cunoscute fiind cele din Caraș-Severin sau Gorj. Malul stâng al pârâului era locuit predominant de comunitatea săsească, iar pe malul drept, în zona mediană a satului se află cetatea, fostă reședință nobiliară, biserica evanghelică și casa parohială. Pe același mal drept, la sud și sud-vest de centru s-a dezvoltat cartierul românesc, românii fiind prezenți, se pare, încă din secolul al XVII-lea. În 1733 erau 220 de familii, ca la 1857 numărul românilor sa fie mai mare decât al sașilor cu 200 de suflete. În mijlocul cartierului se află noua biserică ortodoxă, construită între 1960-1969, pe locul vechiului lăcaș ce data din 1792.
Cetatea are un amplasament întrucâtva atipic. Fortăreața nu domină împrejurimile de la înălțimea unei coline, ci se situează într-un punct de joasă altitudine, în imediata apropiere a pârâului Câlnic. Deși aflată la mică distanță de strada principală și centru, evoluția urbanistică a localitătii nu a ajuns să o înglobeze tramei stradale, așa cum s-a intâmplat în numeroase cazuri din mediul săsesc. Cetatea, așa cum poate fi observată astăzi, este constituită din două rânduri de ziduri (incinte) cu traseu oval, dispuse concentric și întărite cu elemente de flancare: două turnuri și un bastion. Poarta de intrare este apărată de un coridor fortificat sau barbacană. Centurile de ziduri protejează curtea interioară, inima cetătii, în care se află capela, fântâna și turnul–locuință sau donjonul. Cel din urmă domină prin înălțimea și masivitatea sa întregul complex. Câteva cămări, unele păstrate mai bine, iar altele ruinate, sunt adosate incintei interioare. Ansamblul este construit în cea mai mare parte din piatră de carieră (calcar), înecată în mortar. Pe alocuri este folosită și piatra de râu, iar în jurul multor deschideri (ferestre de tragere) s-a utilizat cărămida. Poarta de intrare, galeria de apărare ce încununează turnul porții și cadrele deschiderilor de la cămări sunt din lemn.
Incinta exterioară sau zwinger-ul, are un diametru maxim de cca 70 m. Datorită înălțimii sale (cca 3 m) pare deosebit de scundă în comparație cu celelalte elemente de fortificație. Curtina se sprijină pe mai multe contraforturi și prezintă din loc în loc metereze (guri de tragere). În partea sud-vestică, dominând drumul Reciului ce trece prin imediata vecinătate, se află un bastion semicircular.
Incinta interioară este cea mai impozantă cu cei 7m înălțime. Traseul său descrie un oval alungit pe direcția NE-SV, cu diametru maxim de cca 50m. Pe diametrul scurt este fortificată cu două turnuri: turnul porții (NV) și un turn de apărare (SE). În partea de nord, incinta se sprijină pe trei contraforturi masive din beton armat, instalate în urma lucrărilor de restaurare.
La turnul de apărare din SE (h=cca15 m), de formă prismatică (plan rectangular), se accede printr-o ușă deschisă la etajul întâi. Diviziunile pe verticală ale interiorului au dispărut, însă se pot reconstitui pe baza urmelor lăsate. La cele două niveluri superioare turnul păstrează metereze înalte și înguste, deschise spre laturile care flanchează curtina la exterior. Este încununat cu un acoperiș piramidal. După pierderea rostului militar al cetății, în acest turn aerat și rece se păstra slănina. Din acest motiv mai este cunoscut și sub numele de turnul slăninii (Fleischerturm).
Cu cei cca. 24 m înăltime, turnul porții reprezintă una din dominantele verticale ale ansamblului. Intrarea în curtea interioară se face pe la parterul acestui turn, acoperit cu o boltă semicilindrică. Spre exterior, între două contraforturi mascate parțial de zidurile barbacanei, se află lăcașul de culisare al hersei (grilajul de poartă). Accesul în interiorul turnului se face printr-o scară de piatră, sprijinită pe un arc amplu de zidărie, care conduce spre intrarea de la etajul întâi. De aici, pe scări de lemn se urcă până la galeria de apărare de la ultimul etaj, protejată de un acoperiș în patru ape. Aici se află patru clopote, motiv pentru care construcția se mai numește și turnul clopotelor.
În curtea interioară se află cămările, capela și turnul donjon. Cămările sunt funcționale și astăzi, fiind adăpostite sub un acoperiș în două ape ce urmează traseul incintei. Capela este o constructie de tip sală, încheiată spre răsărit cu o absidă semicirculară ușor decroșată. Fundația absidei suprapune vestigii ale unei clădiri mai vechi, al cărei rost nu este clar. Accesul în capelă se face pe la vest, printr-un portal gotic, singurul element de piatră profilată al construcției. Câteva ferestre de forme diferite se află pe fațadele de vest, sud și est. În peretele sudic al navei, la mică înălțime față de nivelul de călcare, au fost practicate niște deschideri înguste, de tipul meterezelor. Funcția lor este incertă. Ar putea indica faptul că edificiul a avut inițial altă destinatie. Un acoperiș unic învelește întreaga clădire, de la frontonul triunghiular și până la absida altarului. Interiorul capelei este tăvănit. O tribună de lemn datată în 1733 este adosată peretelui vestic, fiind sprijinită spre interior pe doi stâlpi lucrați din trunchiuri de stejar. Parapetul are panouri pictate cu motive florale. Câteva locașuri de grinzi, vizibile pe peretele nordic, indică faptul ca tribuna continua pe această latură.
Ultima construcție care compune ansamblul cetății din Câlnic, dar prima ca vechime este masivul turn donjon. În epoca romantică, acest impresionant vestigiu medieval a fost supranumit turnul Siegfried. De plan dreptunghiular (cca 9x13 m), cu ziduri groase de cca 1 m, turnul se ridică până la 27 m înălțime (20 m zidăria, 7 m acoperișul în patru ape). Donjonul este cel mai reprezentativ element al fortificației, având inițial funcția de turn-locuință. Din acest motiv conține unele detalii constructive speciale. Parterul turnului, pivnița, este o amplă încăpere boltită. Bolta semicilindrică, din piatră înecată în mortar, păstrează până azi urmele cofrajului din lemn cu ajutorul căreia a fost construită. Destinația inițială a spațiului a fost de depozit pentru familiile nobiliare rezidente în donjon. Accesul se făcea exclusiv printr-o scară practicată în grosimea zidului, care cobora de la etajul întâi. Astăzi intrarea este directă, din exterior, printr-o poartă deschisă la inceputul secolului XX în peretele nordic. Poarta este protejată printr-o copertină de țigle, sprijinită pe două picioare masive de zidărie. Pivnița este aerisită printr-o deschidere îngustă practicată în peretele sudic. Etajul întâi era camera de locuit, dotată cu un șemineu ale cărui urme sunt vizibile pe zidul vestic. Această sală a fost la rândul ei boltită, însă bolta s-a prăbușit, păstrându-se doar lunetele pe pereții de nord și sud. Încăperea e luminată prin mai multe deschideri ample, care aveau probabil ancadramente din piatră. Astăzi s-a păstrat unul singur, spre est.
Turnul donjon a fost amenajat ca spațiu muzeal, colecțiile de artă populară și medievală, fiind expuse pe două nivele. Colecția muzeală cuprinde valoroase obiecte de artă, unele de o vechime apreciabilă, marea majoritate fiind donate de Zoe și Marius Porumb. Vizitatorii au ocazia să admire icoane pe sticlă și lemn, ceramică, mobilier și costume populare, covoare și textile, obiecte de cult, gravuri, vechi tipărituri românești și germane, obiecte metalice sau sculptură în lemn. Pivnița adăpostește o expoziție referitoare la creșterea viței de vie, fiind prezentate unelte și obiecte legate de viticultură, impresionante pentru vizitatori fiind butoaiele de stejar de mare capacitate (5000-6000 litri) din această pivniță nobiliară. Vinurile din Câlnic sunt cunoscute încă din evul mediu, mențiunile documentare fiind încă din secolul al XVI-lea. În 1659 sunt amintite via bisericii evanghelice câlnicene (Vineta ecclesiae Kelnicensis) sau via Parohiei (Vineta parochiae Kelnicensis).
Elementele constitutive ale cetății din Câlnic, așa cum se văd astăzi, nu aparțin unei singure etape de edificare, ci sunt rezultatul unor faze succesive, a unor adaptări și refuncționalizări. Considerată în ansamblu, fortificația nu este una care să impresioneze prin dimensiuni sau prin sisteme defensive complexe și elaborate. Cetatea din Câlnic este mai degrabă mică și cu elemente de fortificare de bază, simple ca realizare tehnică. Totuși deși nu poate concura cu marile cetăți, fortăreața din Câlnic este considerată foarte reprezentativă pentru o civilizație locală, transilvăneană, și o epocă particulară.

## Imagini

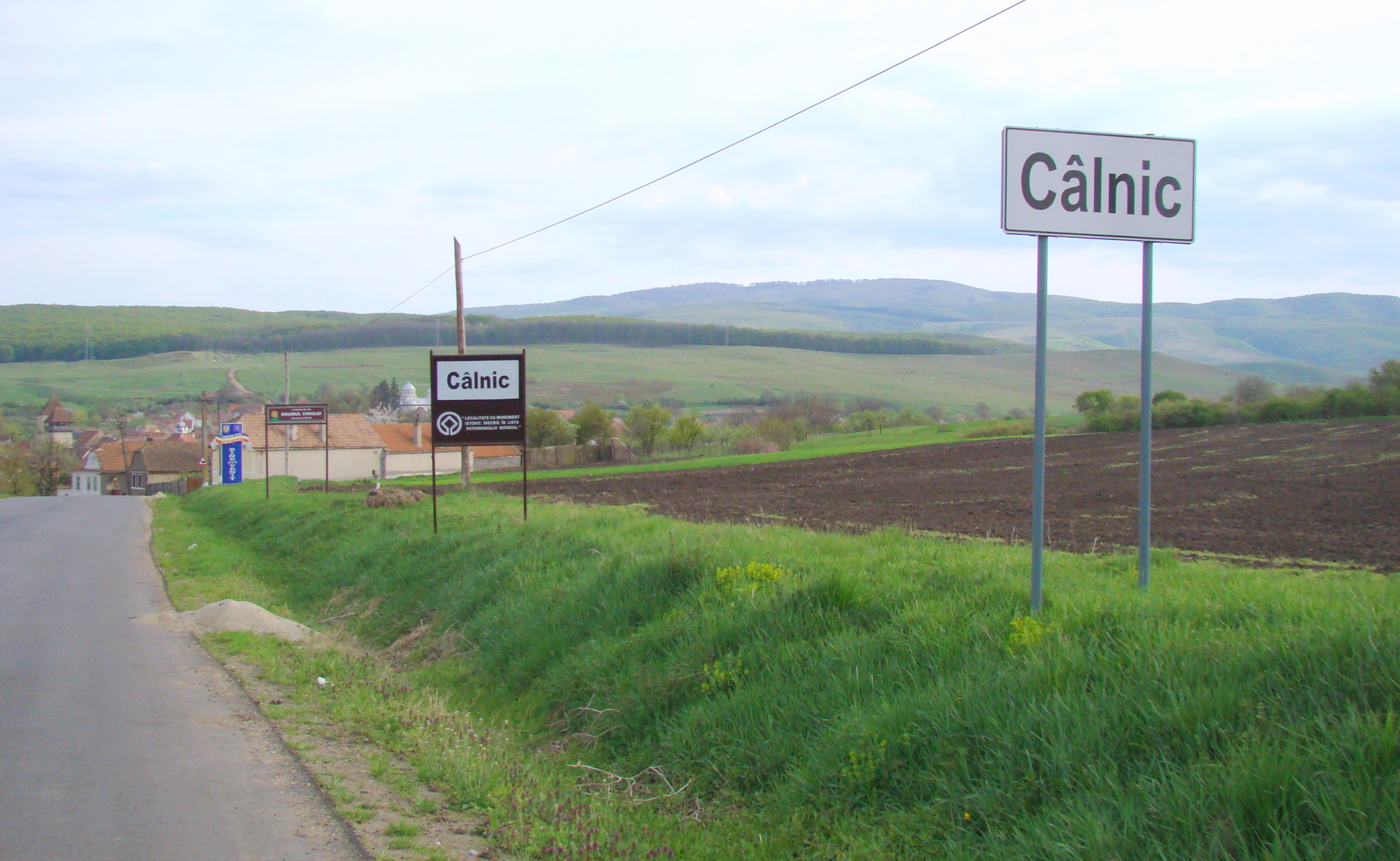
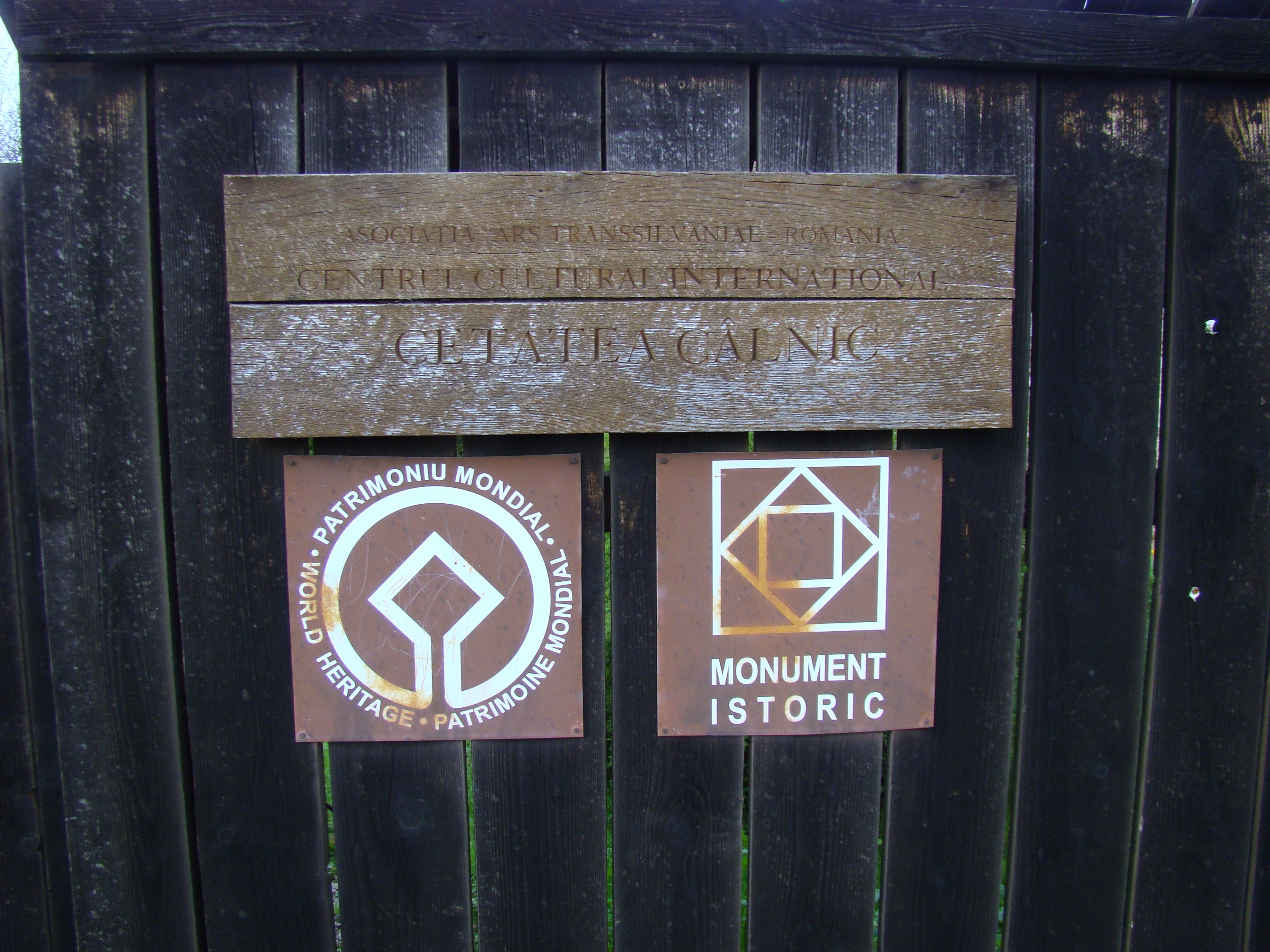
Tablă de monument
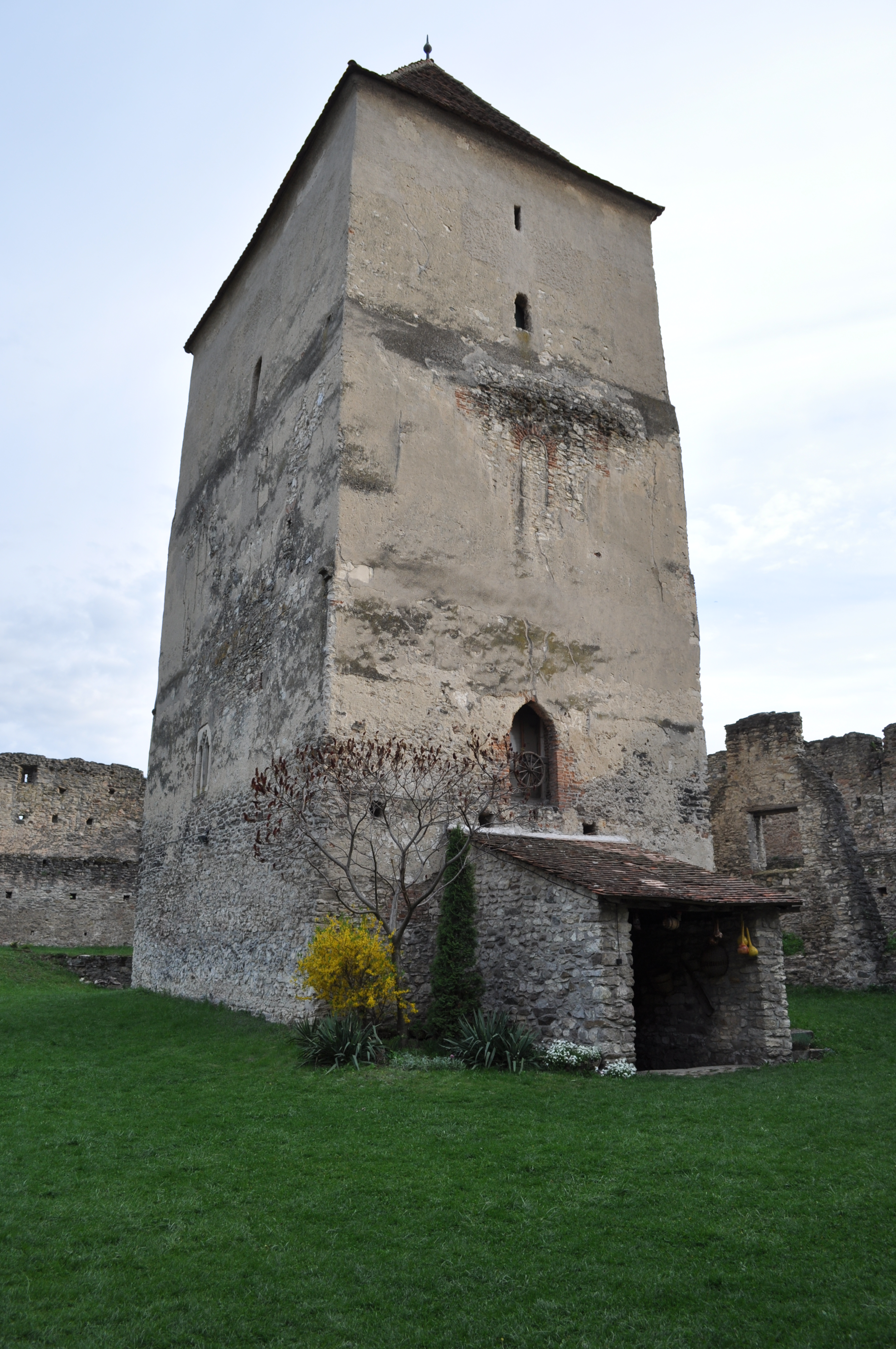
Masivul turn donjon
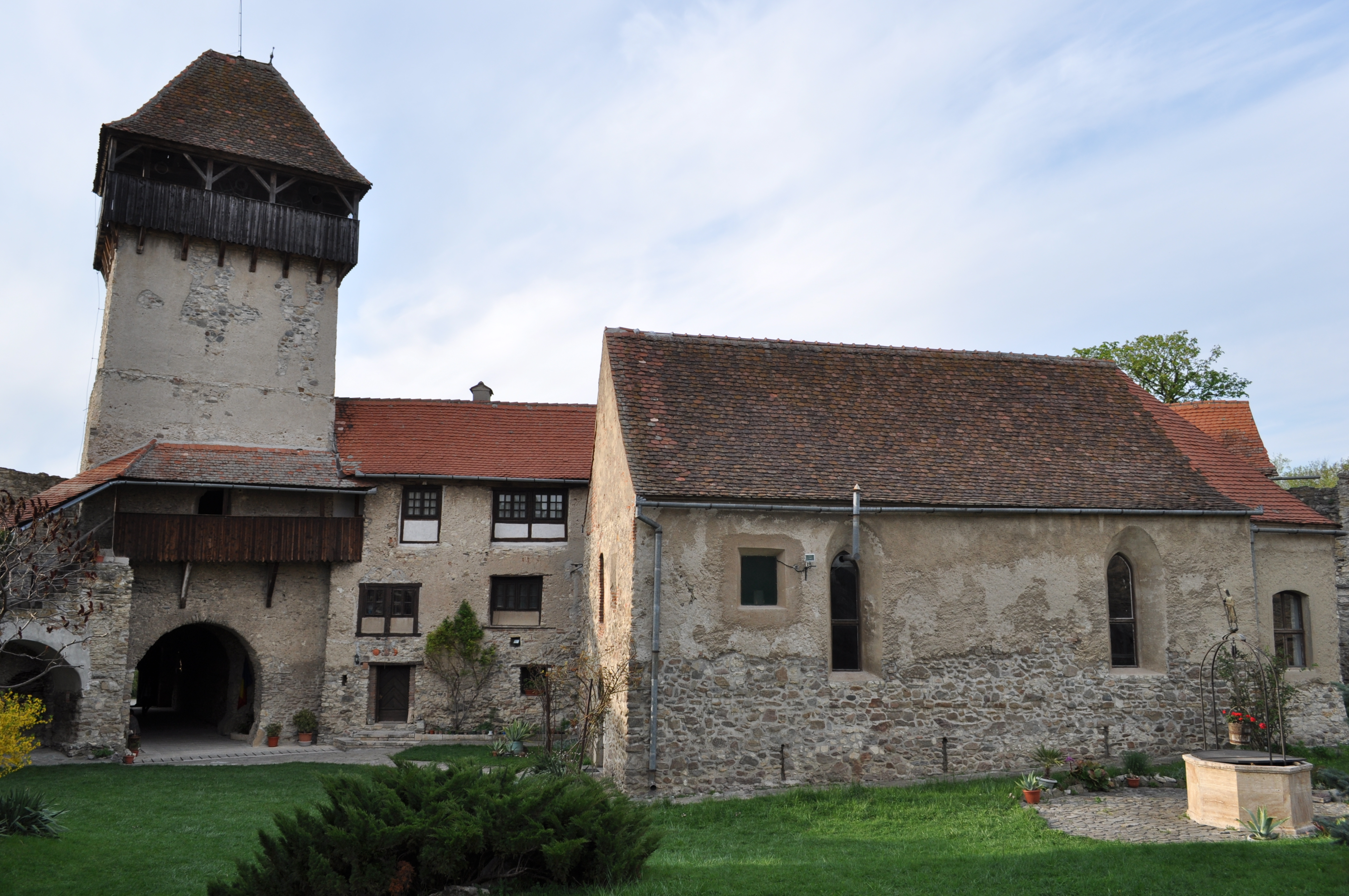
Capela și turnul porții
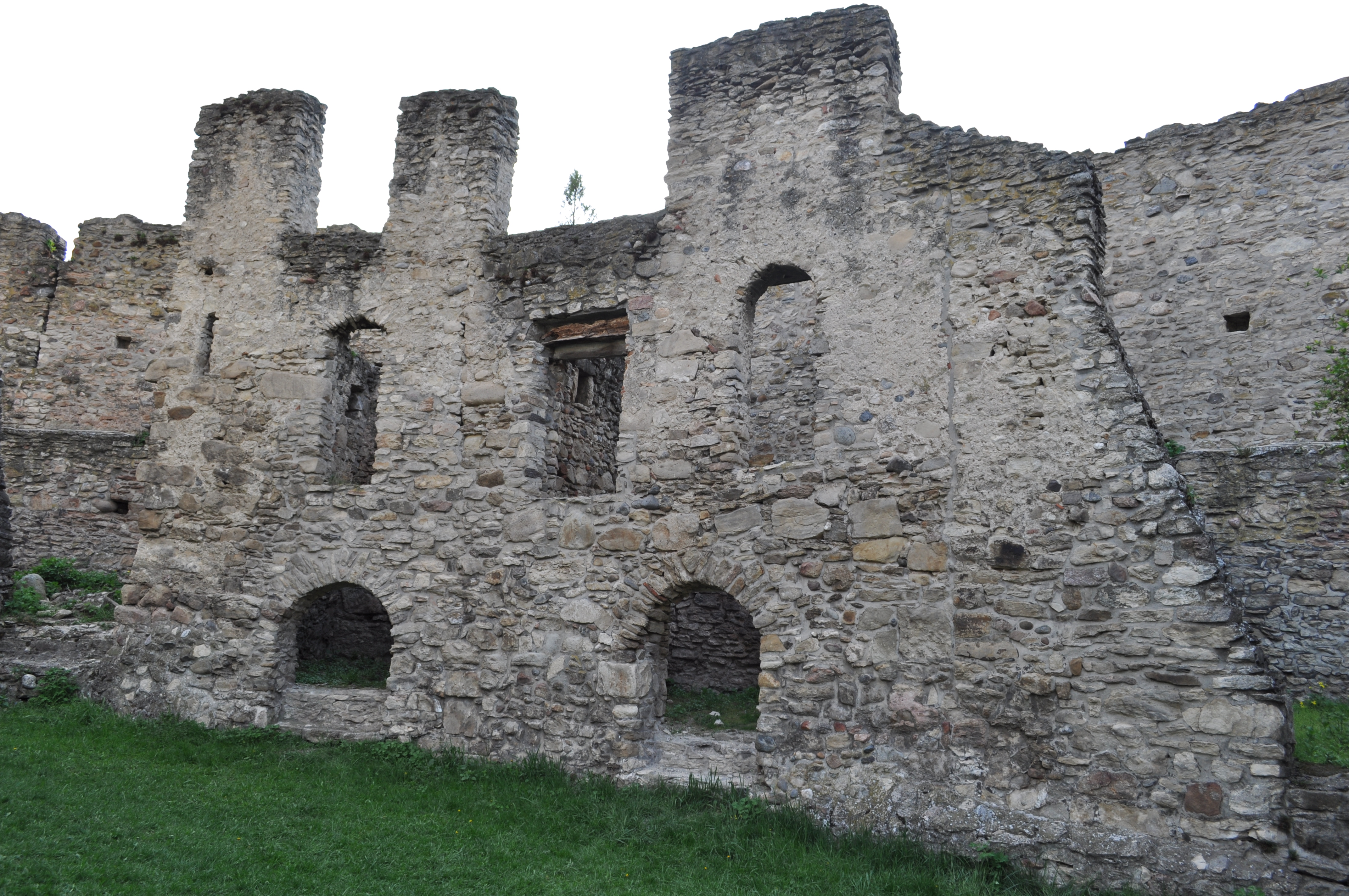
Incinta principală, interioară (detaliu)
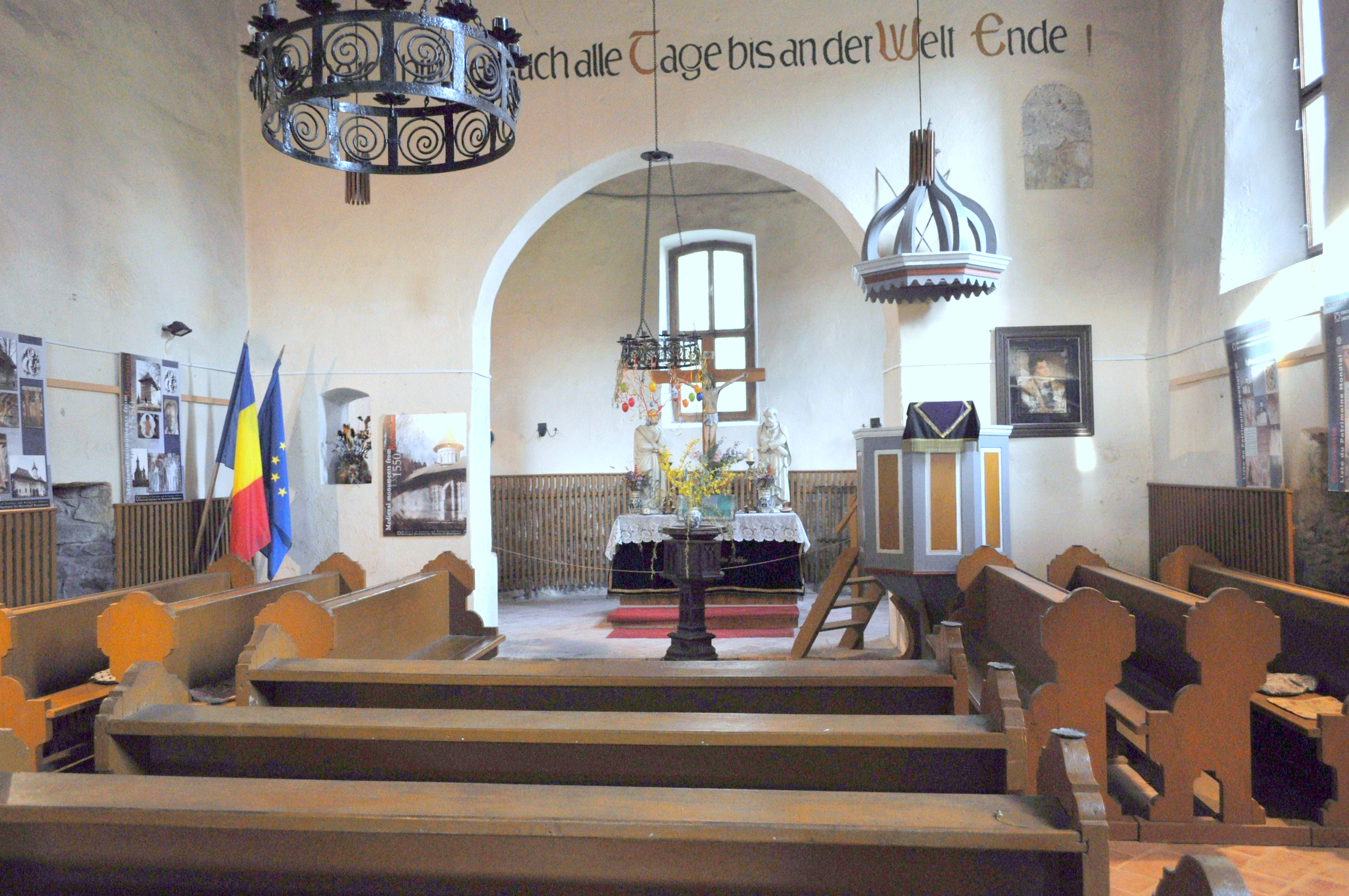
Interiorul capelei
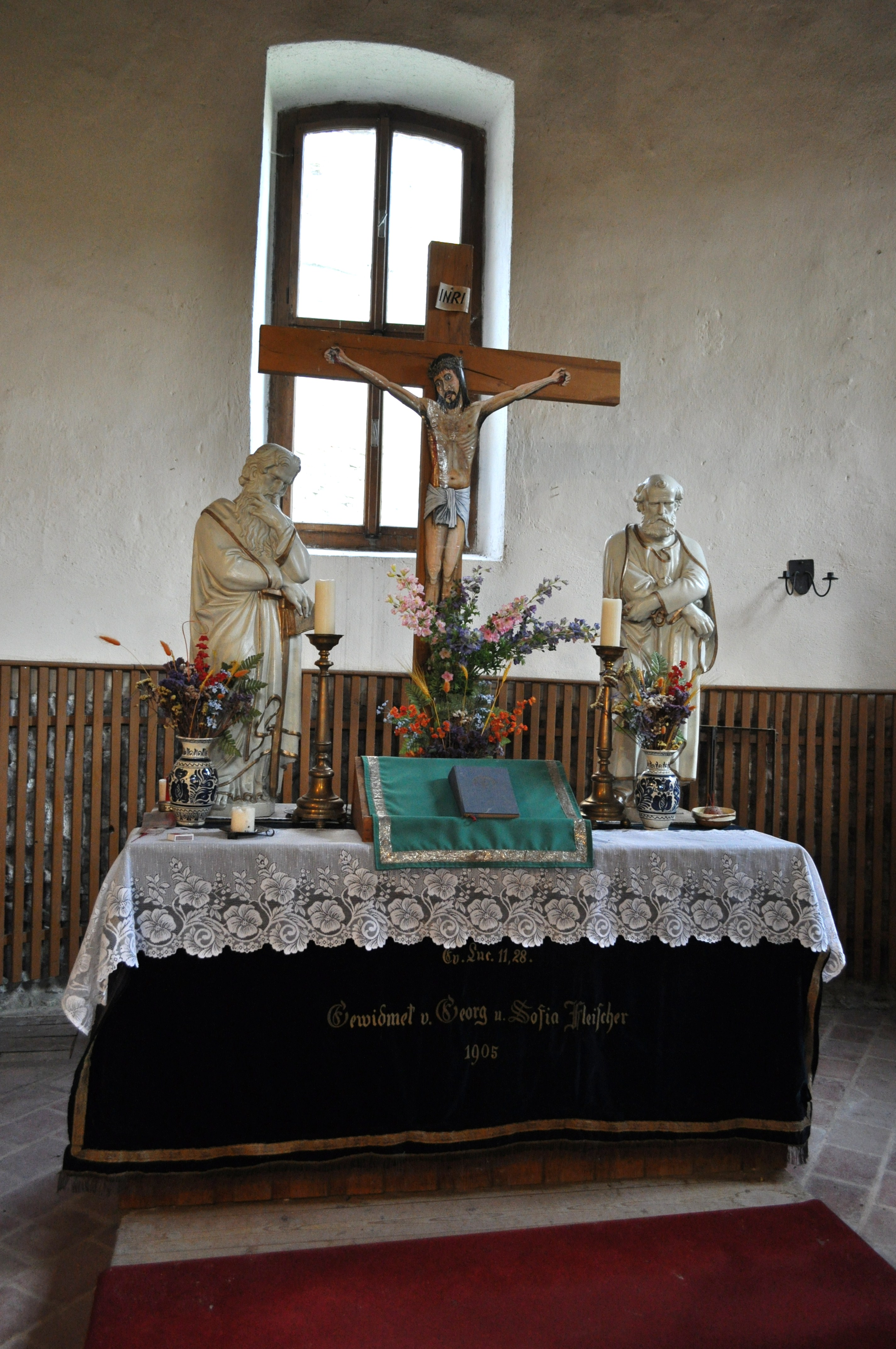
Masa altarului
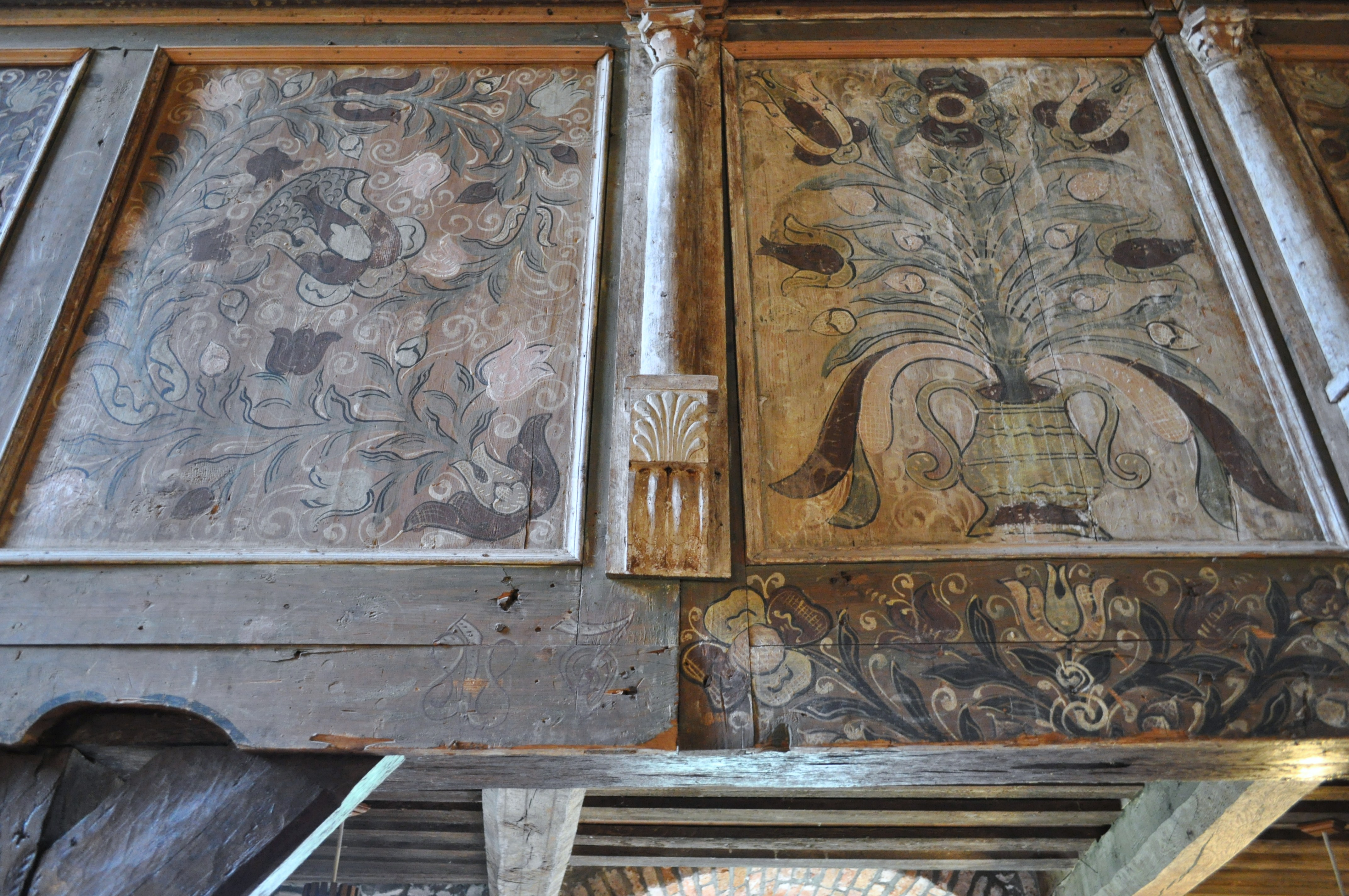
Panouri de lemn pictate în stil floral de factură populară
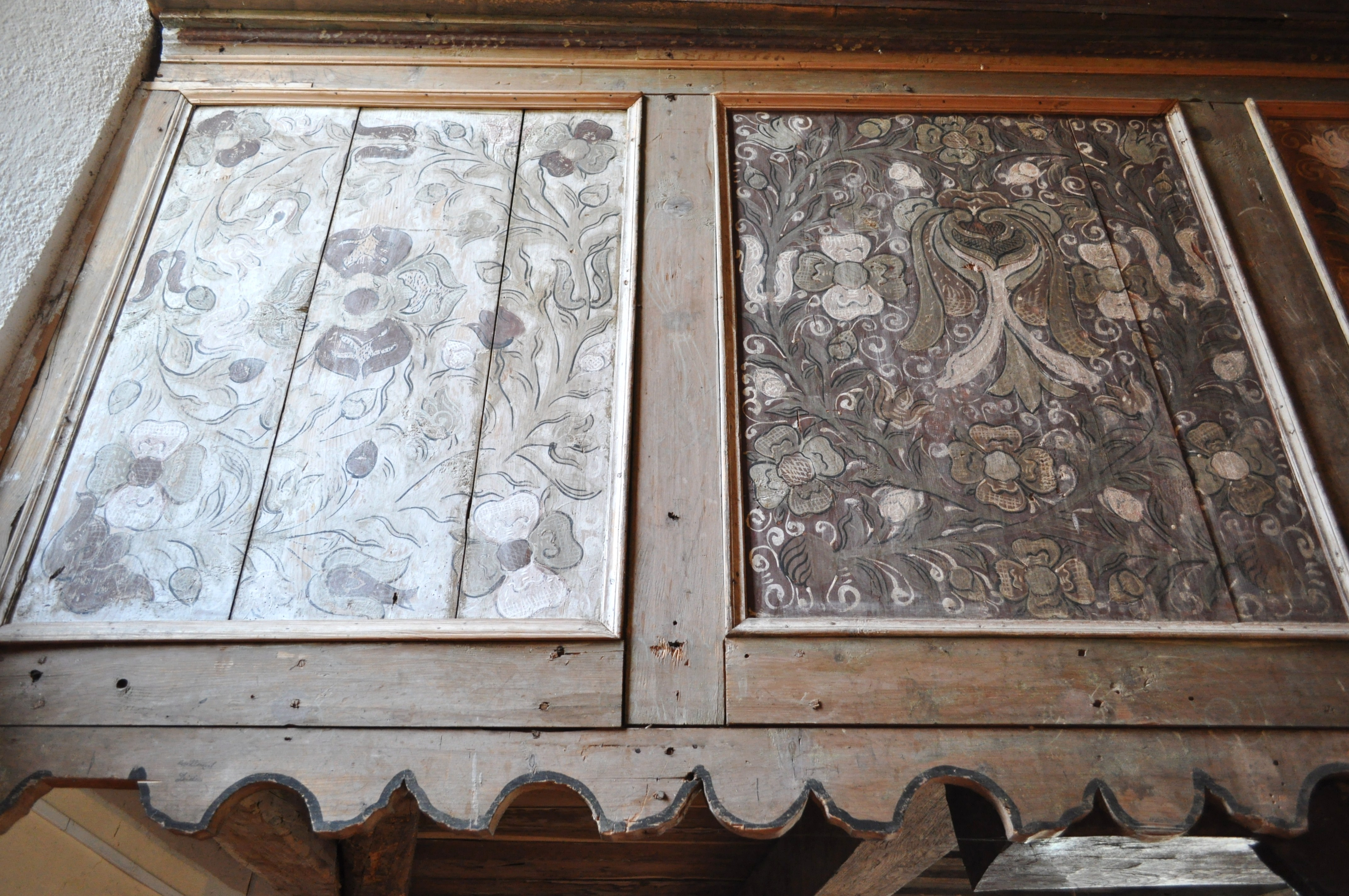
Panouri de lemn pictate în stil floral de factură populară
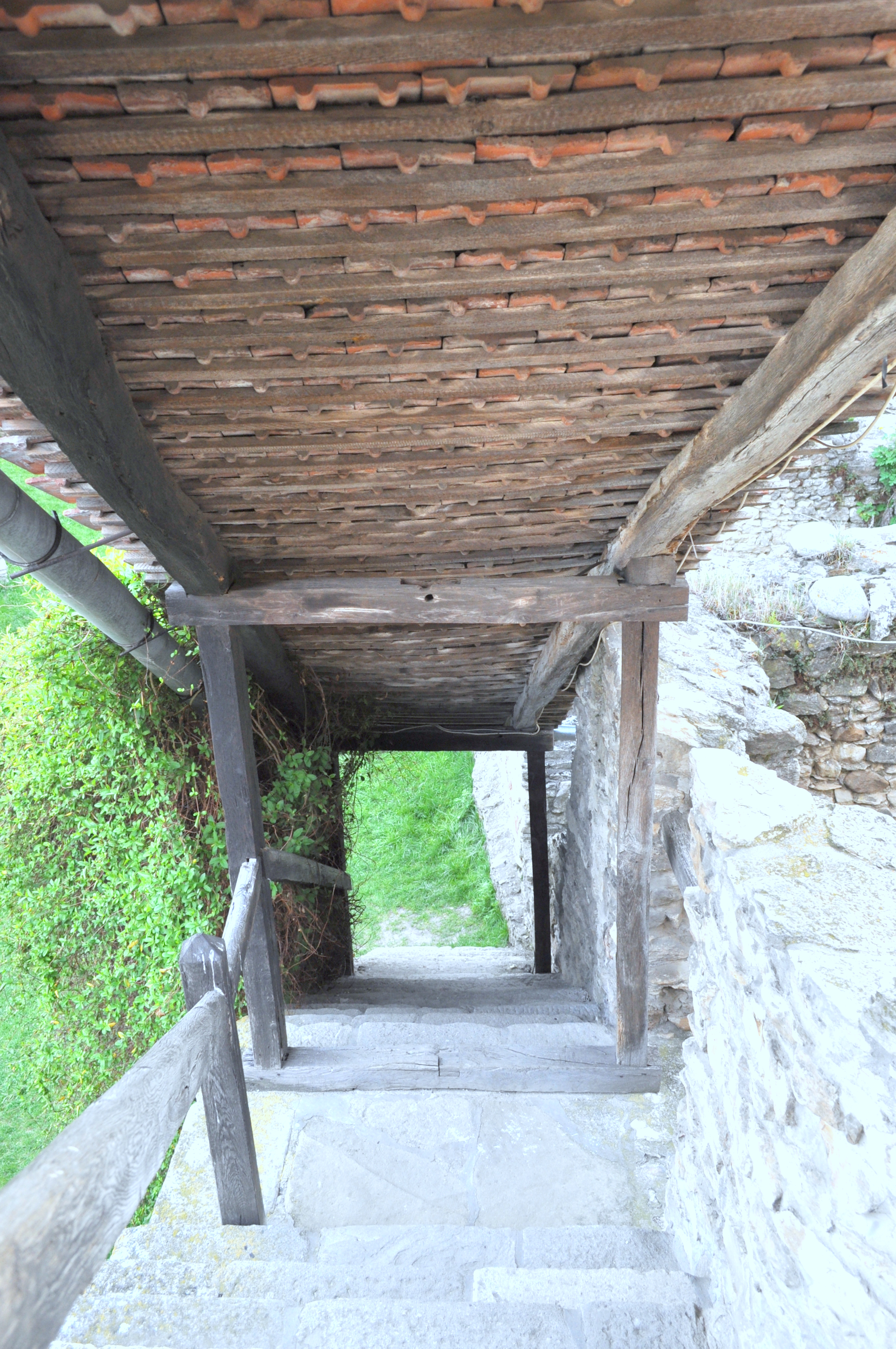
Scară de piatră care permite accesul în interiorul turnului porții
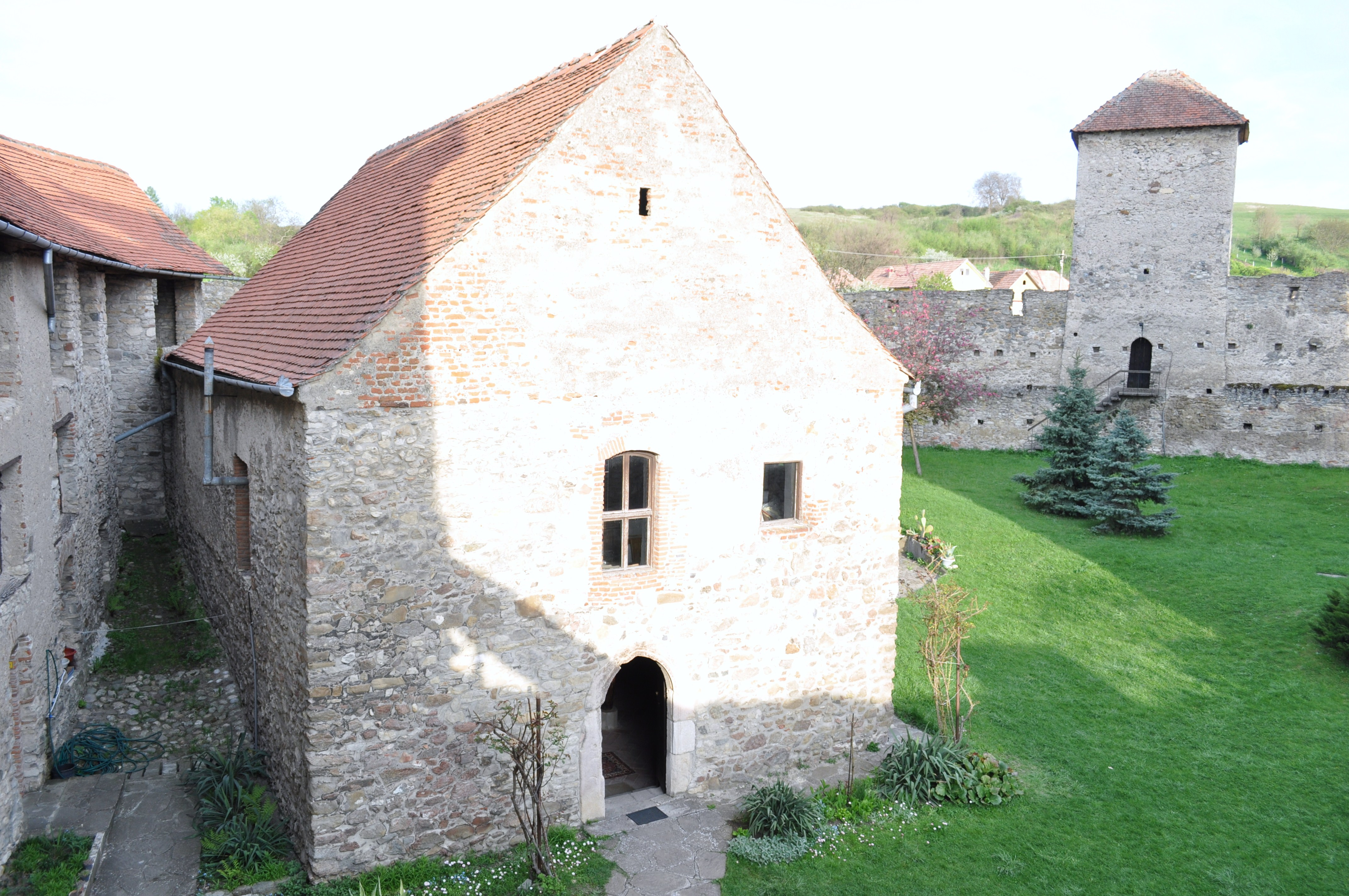
Capela și turnul de apărare
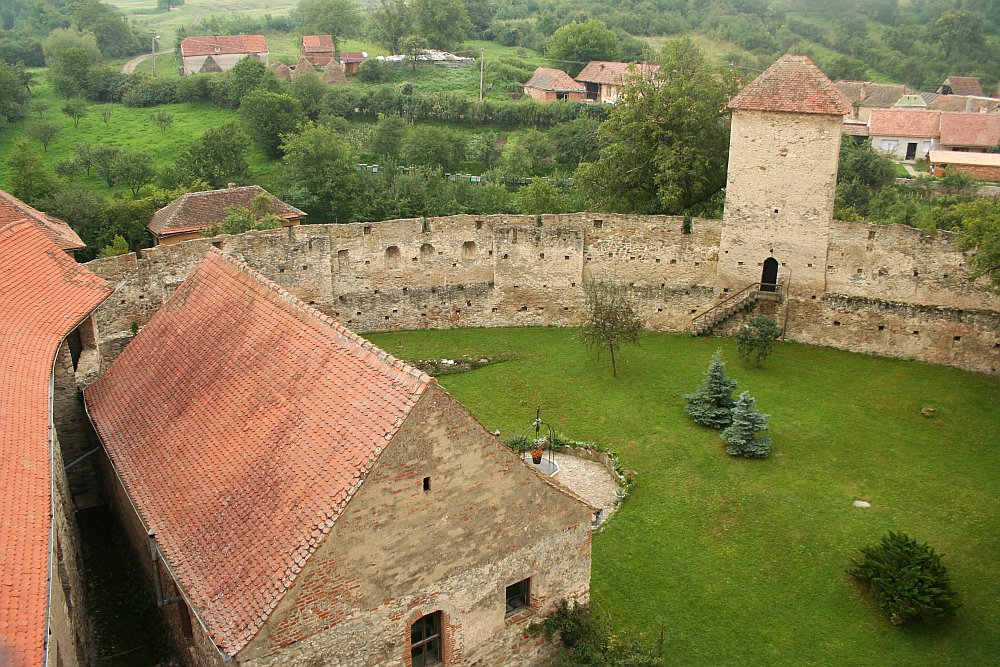
Curtea interioară
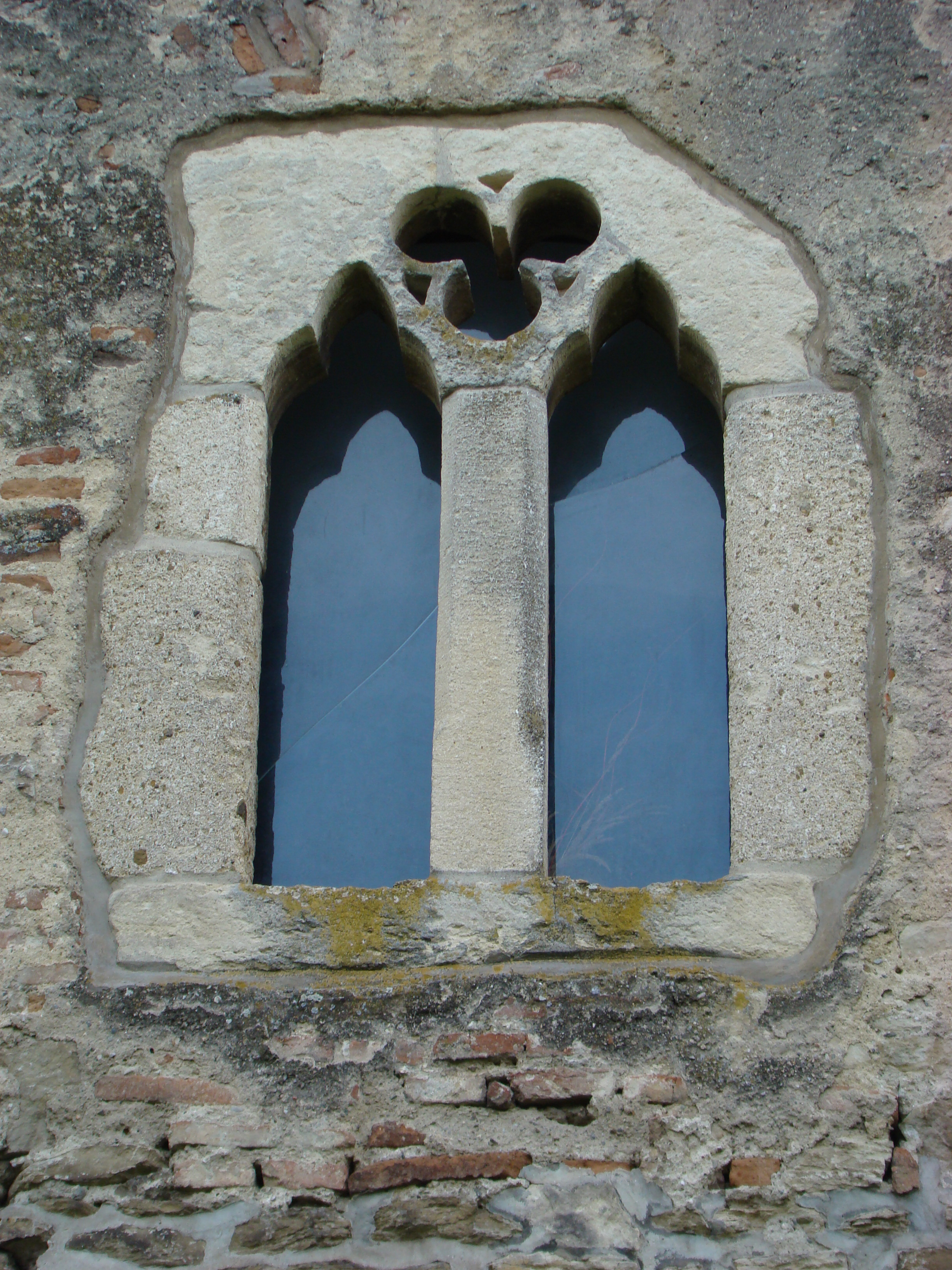
Fereastră biforă cu trafor trilobat
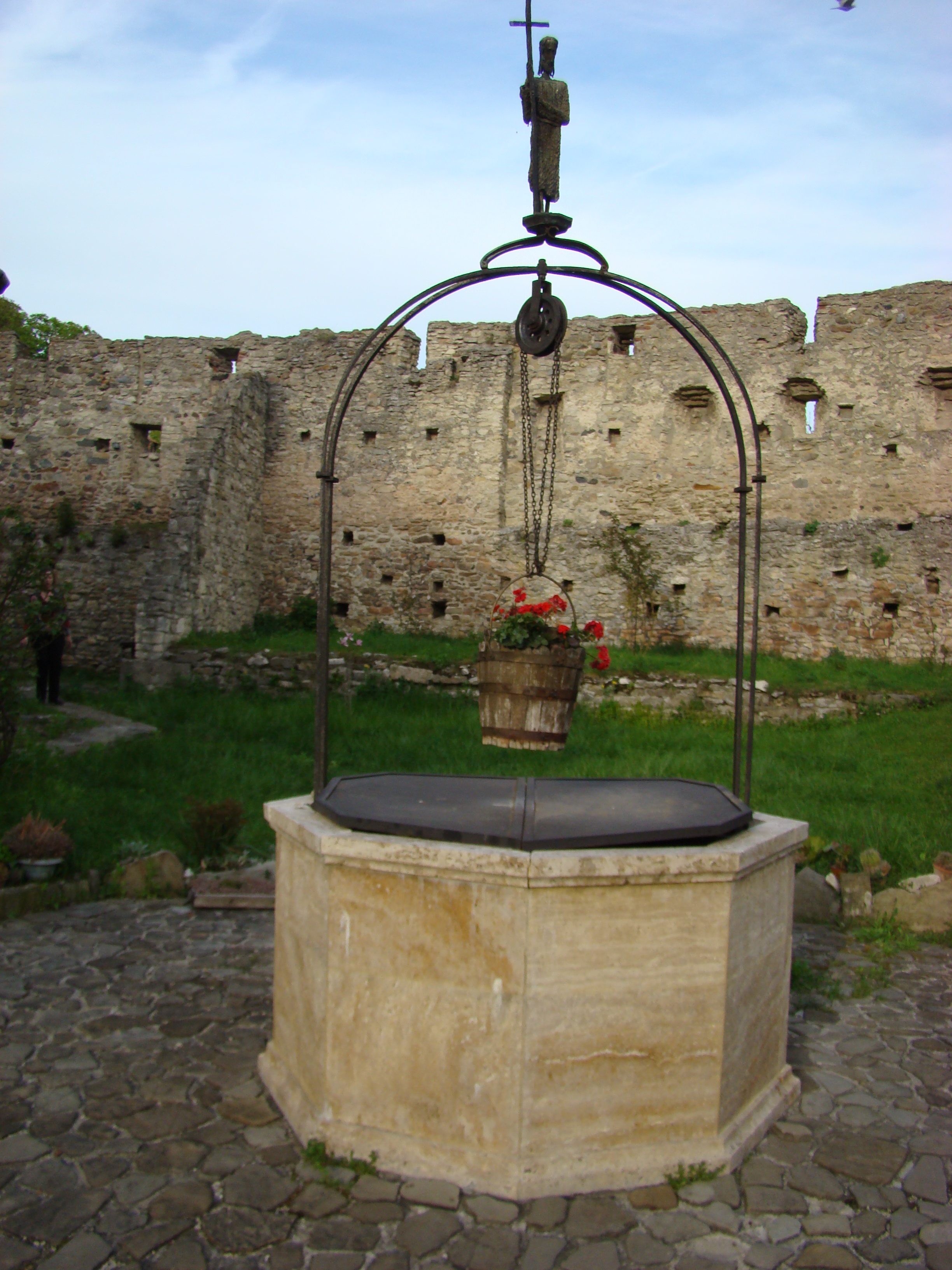
Fântâna
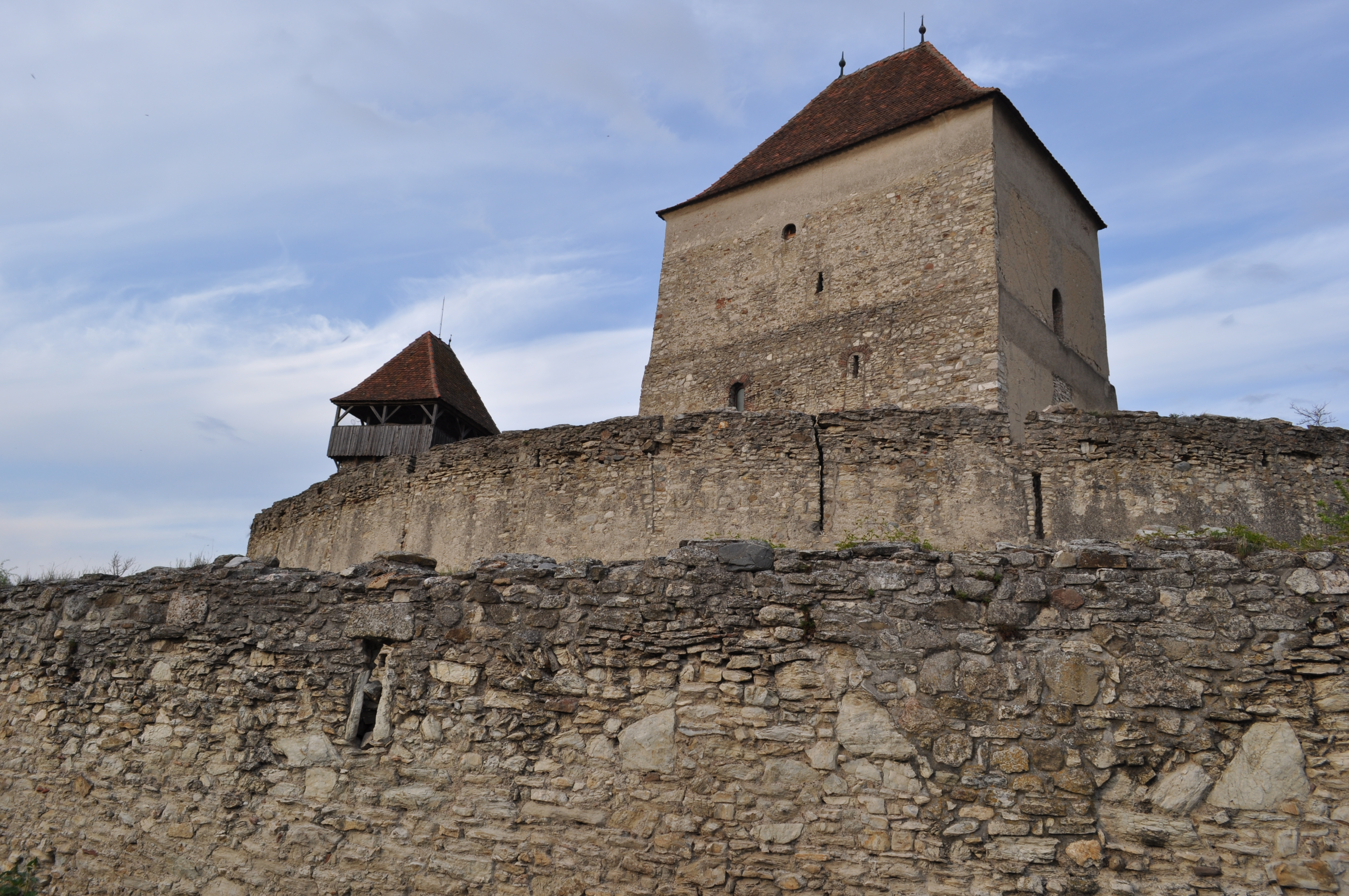
Donjonul, turnul de poartă şi incinta dublă
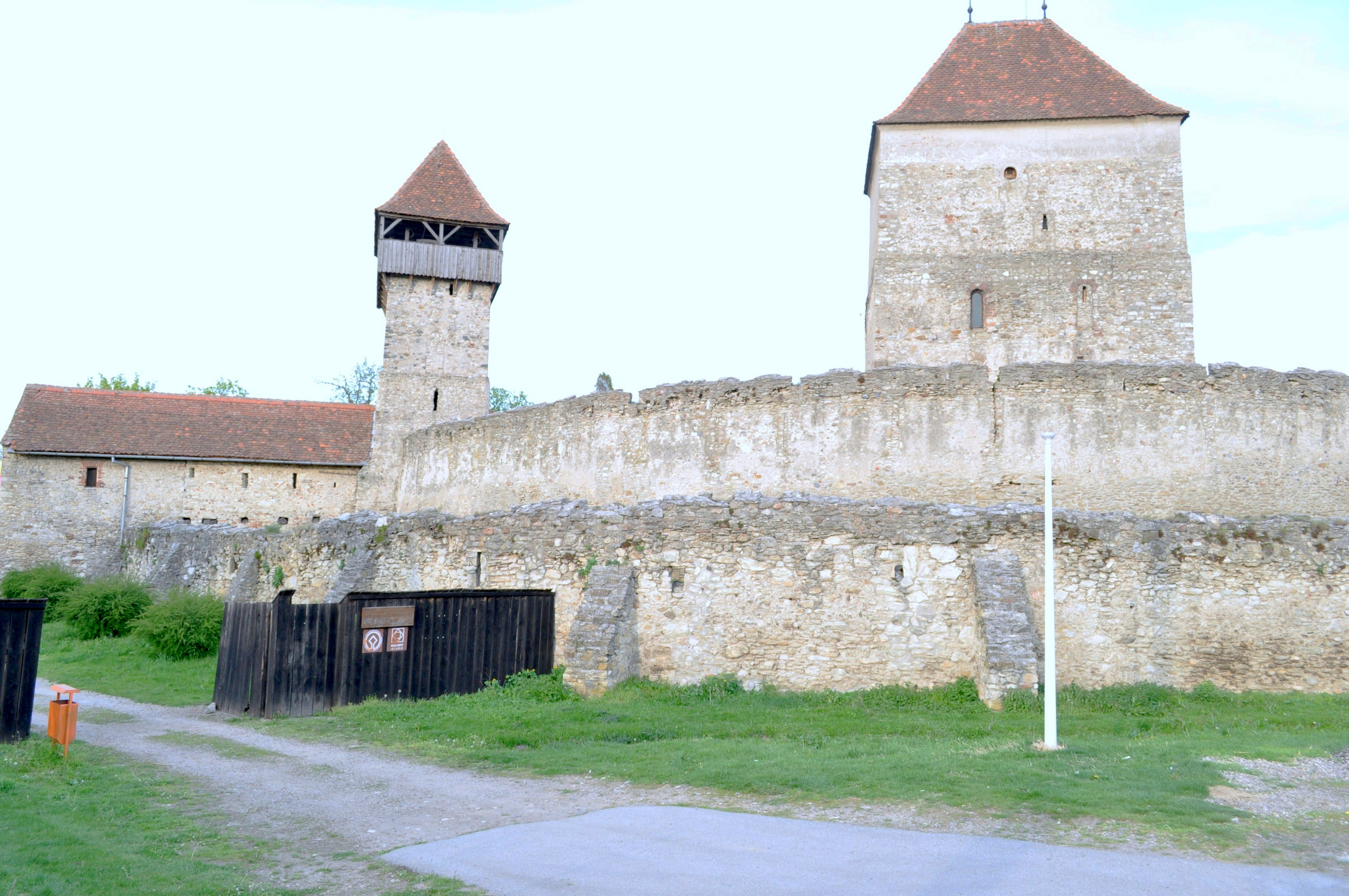
Cetatea văzută din drumul Reciului
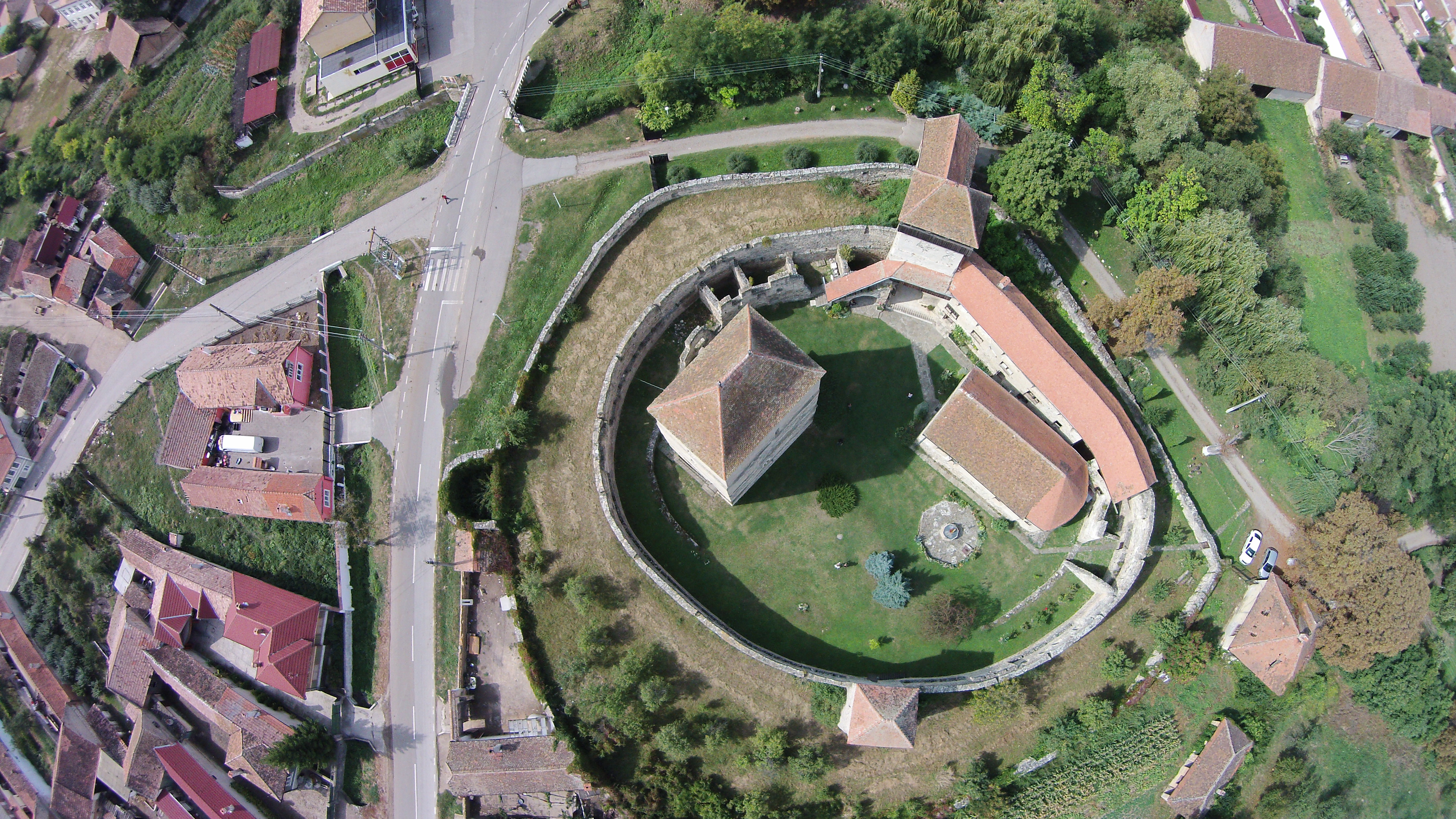